# Pyrenecosa
Pyrenecosa es un género de arañas araneomorfas de la familia Lycosidae. Se encuentra en el Sur de Europa.

## Lista de especies
Según The World Spider Catalog 12.0:
- Pyrenecosa pyrenaea (Simon, 1876)
- Pyrenecosa rupicola (Dufour, 1821)
- Pyrenecosa spinosa (Denis, 1938)